# Vasopressin-Antagonisten
Vasopressin-Antagonisten (Gruppe der Vaptane) sind Arzneistoffe, die  für die Behandlung der Herzinsuffizienz, Leberinsuffizienz und des Syndroms der inadäquaten ADH-Sekretion (SIADH) zugelassen sind. Vaptane sind direkte ADH-Antagonisten, die am Vasopressin-Rezeptor Subtyp V2 der Niere die Wirkung von ADH (Vasopressin) blockieren. Der Einbau von Aquaporinen in die Wände des Sammelrohrs der Niere wird verhindert und somit die Ausscheidung elektrolytfreien Wassers gefördert.
Tolvaptan ist der erste und derzeit einzige in Europa verfügbare orale selektive V2-Vasopressin-Rezeptor-Antagonist. Weitere, in der Entwicklung befindliche Stoffe sind Lixivaptan, Mozavaptan und Satavaptan (V2-selektiv), sowie Relcovaptan (V1A-selektiv).
Conivaptan ist ein in den USA zugelassener „dualer“ Vasopressin-Antagonist, der die Vasopression-Rezeptoren V1b und V2 hemmt.